# Coniraya
Coniraya (parfois appelé Coniraya Viracocha) est le dieu masculin de la Lune dans le panthéon inca. Cette divinité pré-colombienne, liée à la fertilité, descendit sur Terre pour créer les villages, les champs, les canaux et les cultures en terrasses sur les collines au profit des humains.

## Coniraya et Cavillaca
De même que Loki dans le panthéon scandinave, il se déguisait souvent pour venir jouer des tours aux hommes et aux femmes des Andes. 
Selon une légende orale des habitants de Cuzco retranscrite autour  1570 par Cristobal de Molina, Coniraya tomba sous le charme d'une jeune vierge prénommée Cavillaca. D'une très grande beauté, elle était désirée de tous, mais refusait tous ses prétendants. Un jour, le dieu se transforma en oiseau pour voler jusqu'à un arbre lucuma auquel s'était adossée la jeune fille. Il féconda un des fruits mûrs, le fit tomber sur la tête de Cavillaca, qui goûta au délicieux fruit. Neuf mois plus tard, elle enfanta d'un père inconnu. Sachant qu'elle était pourtant toujours vierge, Cavillaca comprit alors que seul un  « huaca », un des esprits sacrés incas, avait pu la mettre enceinte par quelque sortilège. 
C'est pourquoi elle réunit un peu plus tard tous les « huacas » du pays, qui avaient à cette occasion revêtu leurs plus beaux atours pour attirer le regard de la belle. Elle leur demanda alors d'avouer lequel d'entre eux l'avait ainsi mise enceinte sans qu'elle s'en rende compte. Comme aucun d'entre eux ne répondit, Cavillaca chargea alors son fils de se diriger vers celui qui était son géniteur. L'enfant rampa alors vers Coniraya, qui — déguisé en un pauvre berger couvert de haillons — assistait à la scène.
Profondément mortifiée qu'on puisse imaginer qu'elle avait été mise enceinte par un être aussi médiocre, Cavillaca s'enfuit en courant vers le rivage. Aussitôt, Coniraya, très amoureux d'elle, se lança à sa poursuite en se transformant pour apparaître couvert de vêtements magnifiques. Mais elle, dédaigneuse, ne fit qu’accélérer sa course sans même se retourner. Et elle courut si vite que Coniraya ne put la rattraper avant d'arriver au rivage, malgré l'aide qu'il demanda aux animaux qu'il rencontra, condor, renard, puma ou perroquets. Mais, lorsqu'il parvint au bord de la mer, la belle Cavillaca et son enfant s'étaient transformés en pierre, pour échapper enfin à l'humiliation de cette poursuite par celui qu'elle prenait pour un mendiant méprisable.

## Dans la culture populaire

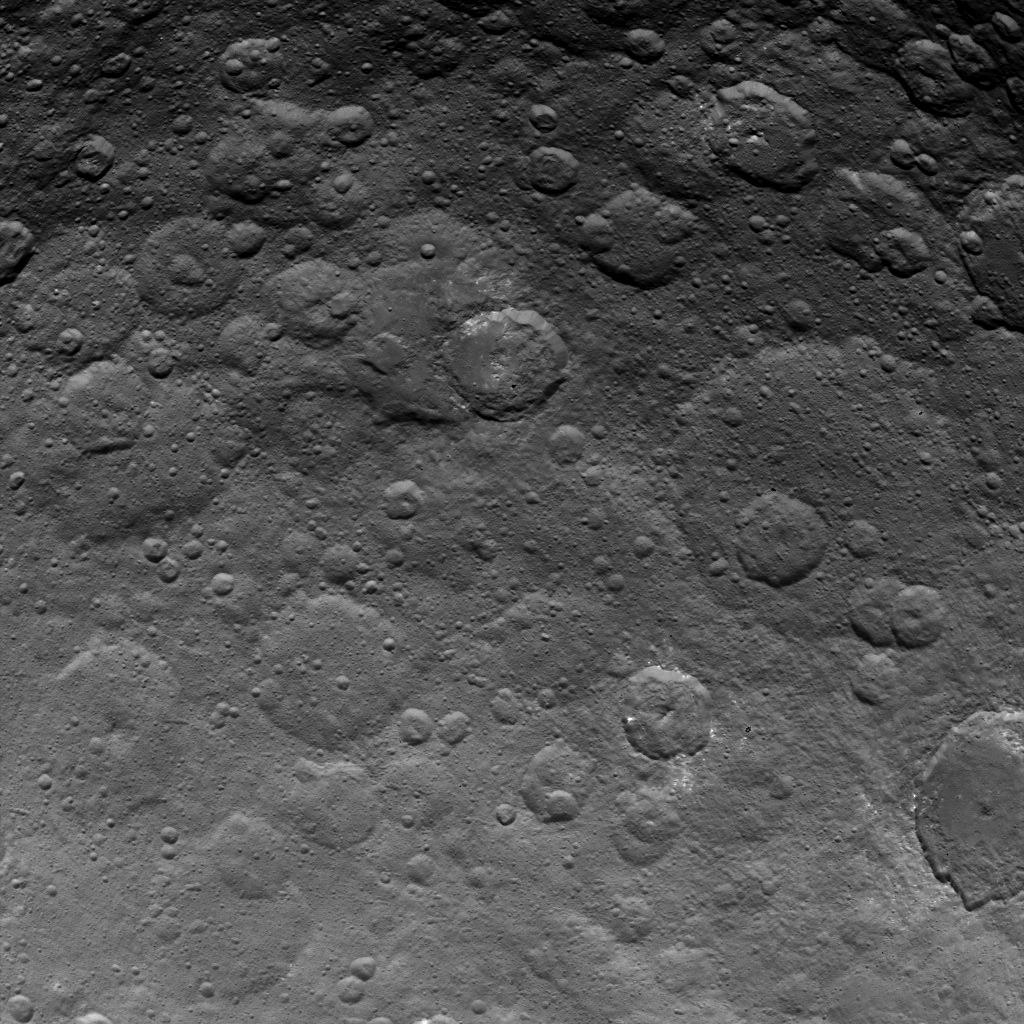
Le cratère Coniraya (à droite, à mi-hauteur de la photo), sur la planète naine Cérès.

Depuis cet événement, condors, renards, pumas et perroquets ont chacun acquis une réputation particulière auprès des descendants des Incas. Car Coniraya avait béni le condor et le puma, qui lui avaient dit la vérité sur la fuite de Cavillaca, mais maudit le renard, qui lui avait menti, ainsi que les perroquets, qui n'avaient fait que répéter ses questions.
D'autre part, l'un des cratères de la planète naine Cérès a été nommé du nom de Coniraya, dieu de la Lune.